# سباستیان استانکیه‌ویچ
سباستیان استانکیه‌ویچ (لهستانی: Sebastian Stankiewicz؛ زادهٔ ۸ ژانویه ۱۹۷۸) بازیگر اهل لهستان است.
از فیلم‌ها یا مجموعه‌های تلویزیونی که وی در آن‌ها نقش داشته‌است، می‌توان به عناصر ساشا – آتش، فوریوزا، گوش آقای رئیس، عشق اول، موج جرم و جنایت، پرستار کودک، کارآگاهان جنایی، ۳۹ و نیم، جهان به روایت خانواده کیپسکی، پدر متیو، نامه به بابا نوئل، قواعد بازی، یک خانواده لهستانی، مزرعه، در خوشی و سختی، کمیسر آلکس، پزشکان، قانون حقیقی، مجرد، تشخیص، رنگ‌های خوشبختی، هیچ‌کس امشب در جنگل نمی‌خوابد، ۲۵ سال بی‌گناهی، عملیات سنبل، سکسیفای و بی‌شرم اشاره نمود.